# مودلتیتسه
مودلتیتسه (به چکی: Modletice) یک منطقهٔ مسکونی در جمهوری چک است که در ناحیه پراگ-شرق واقع شده‌است. مودلتیتسه ۳٫۴۳ کیلومتر مربع مساحت و ۵۹۰ نفر جمعیت دارد.